# Òdena
Òdena település Spanyolországban, Barcelona tartományban. Lakosainak száma 3710 fő (2024).

## Földrajza
Òdena Rubió, Castellfollit del Boix, Castellolí, La Pobla de Claramunt, Vilanova del Camí, Igualada és Jorba községekkel határos.

## Népesség
A település lakosságának változását az alábbi diagram mutatja:
| Lakosok száma | 358  | 1473 | 1288 | 1725 | 2563 | 2832 | 3334 | 3624 | 3643 | 3710 |
|               | 1717 | 1887 | 1936 | 1960 | 1986 | 2004 | 2009 | 2014 | 2019 | 2024 |